# Tsotsi
Tsotsi es una película dramática del año 2005, dirigida por Gavin Hood, adaptación de la novela homónima de Athol Fugard. Como Mejor Película Extranjera, en 2006 ganó el Óscar y fue nominada al Globo de Oro.

## Argumento
Está ambientada en la favela marginal de Alexandra (Gauteng), cerca de Johannesburgo, Sudáfrica, en donde vive Tsotsi (Presley Chweneyagae), un joven de 19 años que atracando a una joven madre le roba el coche con su bebé dentro, con lo que empieza para él una odisea en la que termina haciendo él de madre y padre para el pequeño.

## Reparto
- Presley Chweneyagae es Tsotsi
- Terry Pheto es Mirriam
- Kenneth Nkosi es Aap
- Mothusi Magano es Boston
- Zenzo Ngqobe es Buthler
- Zola es Fela
- Rapulana Seiphemo
- Nambitha Mpumlwana
- Jerry Mofokeng
- Ian Roberts es el capitán Smit
- Thembi Nyandeni
- Percy Matsemela
- Owen Sejake
- Israel Makoe
- Sindi Khambule
- Benny Moshe
- Bheki Vilakazi
- Craig Palm
- Jeremiah Ndlovu
- Sibusiso Mkize
- Eduan van Jaarsveldt

## Palmarés
- Ganador del premio Oscar a la Mejor Película Extranjera en el año 2006.
- Nominación a los premios BAFTA de 2005 a la Mejor Película en Habla No Inglesa y al premio Carl Foreman.
- Ganador del premio del Jurado a la Mejor Película del Festival Panafricano del cine y las artes del año 2005.
- Ganador del premio del Público del Festival de Cine de Santa Bárbara del año 2005.
- Ganador del premio de Los Valores Humanos  del Parlamento griego del Festival de Cine de Salónica del año 2005.
- Ganador del premio del Público del Festival Internacional de Cine de Denver en el año 2005.
- Ganador del premio del Jurado del Festival de Cine de Ciudad del Cabo del año 2005.
- Ganador del premio del Público del Festival Internacional de Cine de St. Louis en el año 2005.
- Ganador del premio del Público del Festival de Cine de Los Ángeles AFI del año 2005.
- Ganador del premio del Público de Festival de Cine Internacional de Toronto del año 2005.
- Ganador del premio Michael Powell del Festival Internacional de Cine de Edinburgo a la Mejor Película en el año 2005.